# Weltpostkongress 1984
Anlässlich des 19. Weltpostkongresses, der vom 18. Juni bis 27. Juli 1984 in Hamburg (Bundesrepublik Deutschland) stattfand, brachte die Deutsche Gesellschaft für Post- und Telekommunikationsgeschichte ein Sonderheft des Archiv für deutsche Postgeschichte für die Delegierten des Kongresses und die fast 60.000 Mitglieder des eigenen Vereins heraus. Die in Deutsch verfassten Beiträge, wurden in Kurzfassungen ebenfalls in französischer und englischer Sprache abgedruckt, das Vorwort vom Bundespostminister Christian Schwarz-Schilling zusätzlich in: arabisch, chinesisch, spanisch, portugiesisch und russisch.
Die Automatenmarken die über einen Briefmarkenautomaten an Postkunden verkauft werden, sind gemäß dem Beschluss des Kongresses in Hamburg 1984: Portofreimarken, die aus elektronisch gesteuerten (Münz-)Wertzeichen-Automaten ausgedruckt werden.